# 가미정 (미야기현)
가미정(일본어: 加美町 가미마치[*])은 일본 미야기현 북서부에 있는 가미군의 정이다.

## 지리
미야기현 북서부에 위치해 내륙형 기후이다. 연평균 기온은 11.7℃이고 연평균 강수량은 1,223mm이다.

## 역사
- 1889년 4월 1일 - 정촌제 시행으로 현재의 정역에 나카니다정, 히로하라촌, 나루세촌, 오노다촌, 미야자키촌, 가미이시촌이 성립하였다.
- 1943년 2월 11일 - 오노다촌이 정으로 승격해 오노다정이 되었다.
- 1954년 7월 1일 - 미야자키촌, 가미이시촌이 합병해 미야자키정이 되었다.
- 1954년 8월 1일 - 나카니다정, 히로하라촌, 나루세촌이 합병해 나카니다정이 되었다.
- 2003년 4월 1일 - 나카니다정, 오노다정, 미야자키정이 합병해 가미정이 되었다.

## 인구
| 연도 | 인구   | ±%     |
| ---- | ------ | ------ |
| 1920 | 24,597 | —      |
| 1930 | 28,484 | +15.8% |
| 1940 | 30,569 | +7.3%  |
| 1950 | 37,895 | +24.0% |
| 1960 | 37,054 | −2.2%  |
| 1970 | 31,693 | −14.5% |
| 1980 | 30,996 | −2.2%  |
| 1990 | 30,184 | −2.6%  |
| 2000 | 28,330 | −6.1%  |
| 2010 | 25,527 | −9.9%  |

## 교통

### 도로
- 국도 347호선
- 국도 457호선(일본어판)